# Теодор Холмскьольд
Теодор Холмскьольд (дан. Johan Theodor Holmskjold) — данський ботанік, дворянин та адміністратор.

## Біографія
Теодор був старшим сином серед восьми дітей Ніколая Холма (дан. Nicolai Holm) та Катерини Люсіє (дан. Cathrine Lucie). 
Після навчання у Копенгагенському університеті вирушив у подорож Європою, у якій відвідав університети в Нідерландах, Німеччині та Франції. Зібраний в Франції та Голландії гербарій він подарував королю Данії. У 1762 році стає професором медицини та природничих наук в Академії Соро (дан. Sorø Academy). Там він заснував ботанічний сад, але покинув ботаніку та медицину в 1765 році. 
В 1767 році його призначили керівником Данської пошти. Теодор виконував обов'язки кабінетного секретаря королеви Юліани Марії Брауншвейг-Вольфенбюттельської, мачухи короля Кристіана VII. У 1775 році Теодор разом з королем заснував відому фабрику порцеляни «Royal Copenhagen».
В 1781 році отримав дворянський титул, прізвище Холмскьольд та Орден Данеброг.

## Мікологія
В мікології Теодор відзначився двотомною книгою «Beata ruris otia fungis Danicis Impensa». Перший том вийшов у 1790, а другий у 1796 році. В книгу увійшли його дослідження грибів, які він проводив перед тим як поступив на адміністративну службу в Данську пошту. Гриби проілюстровані художником дан. Johan Neander. Серед 74 описаних видів, 52 були новими для науки.

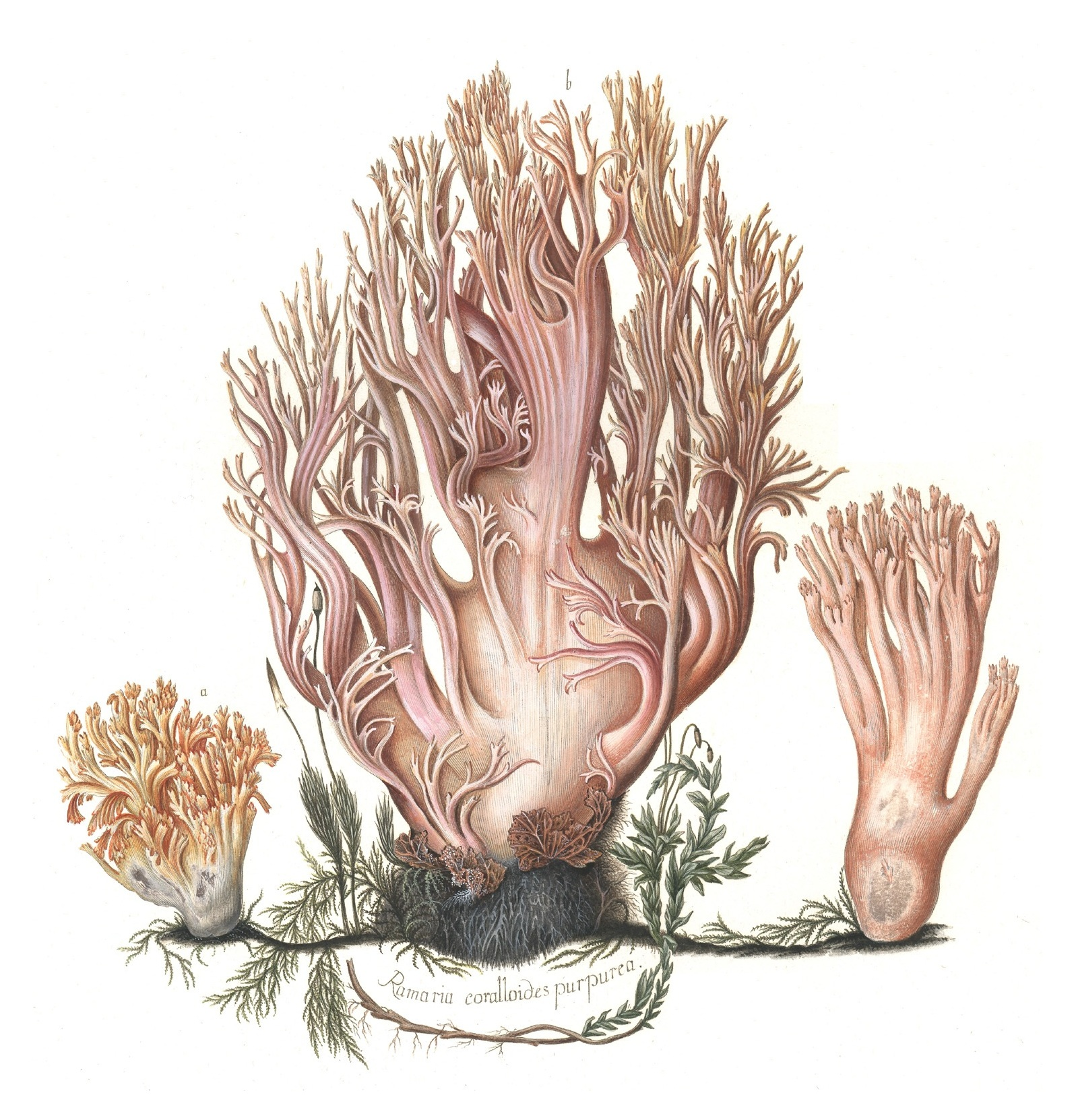
Ілюстрація Ramaria Corralloides Purpurea з Beata Ruris Otia Fungis Danicis Impensa
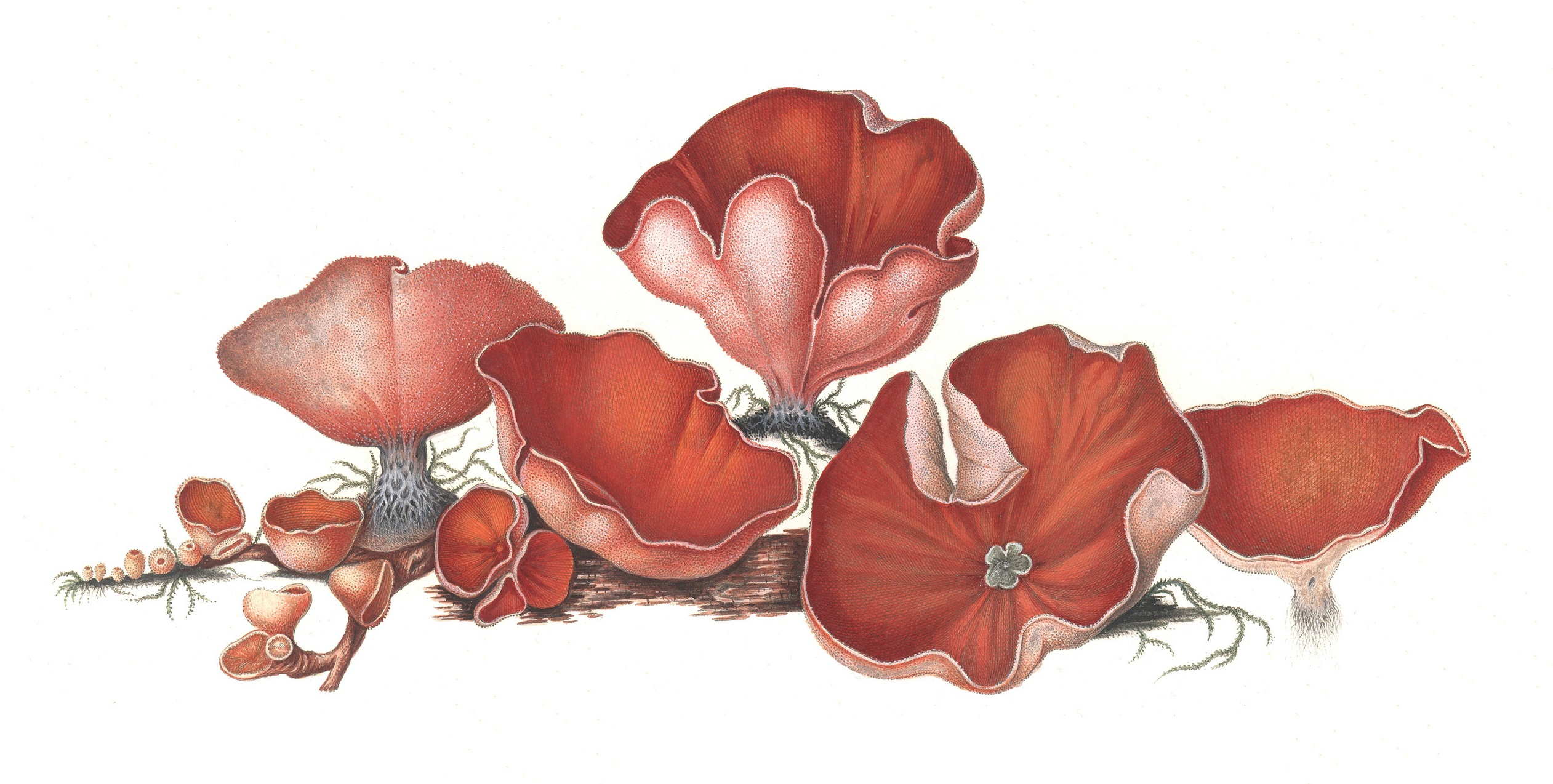
Ілюстрація  Peziza Dichroa
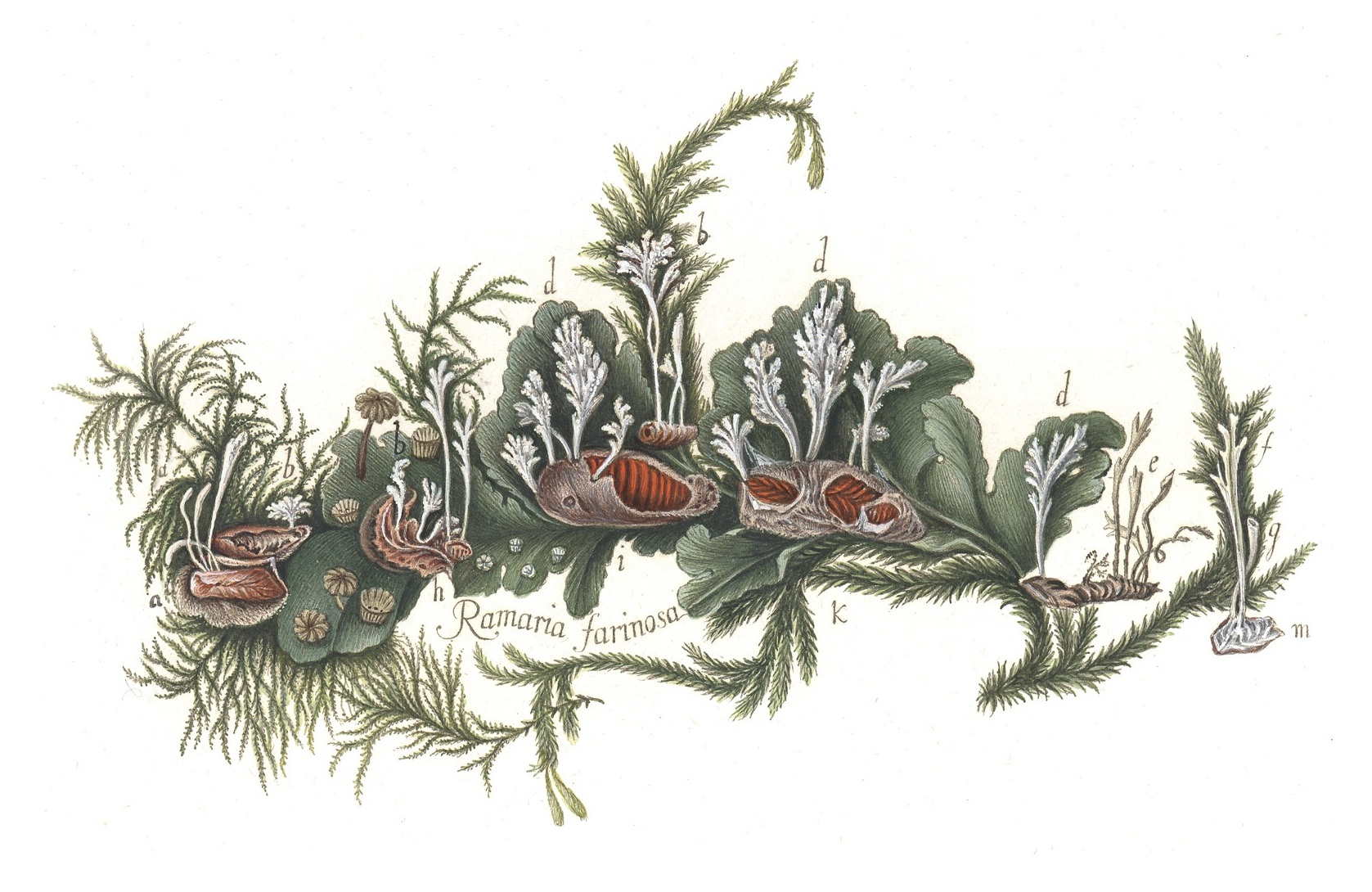
Ілюстрація  Ramaria farinosa
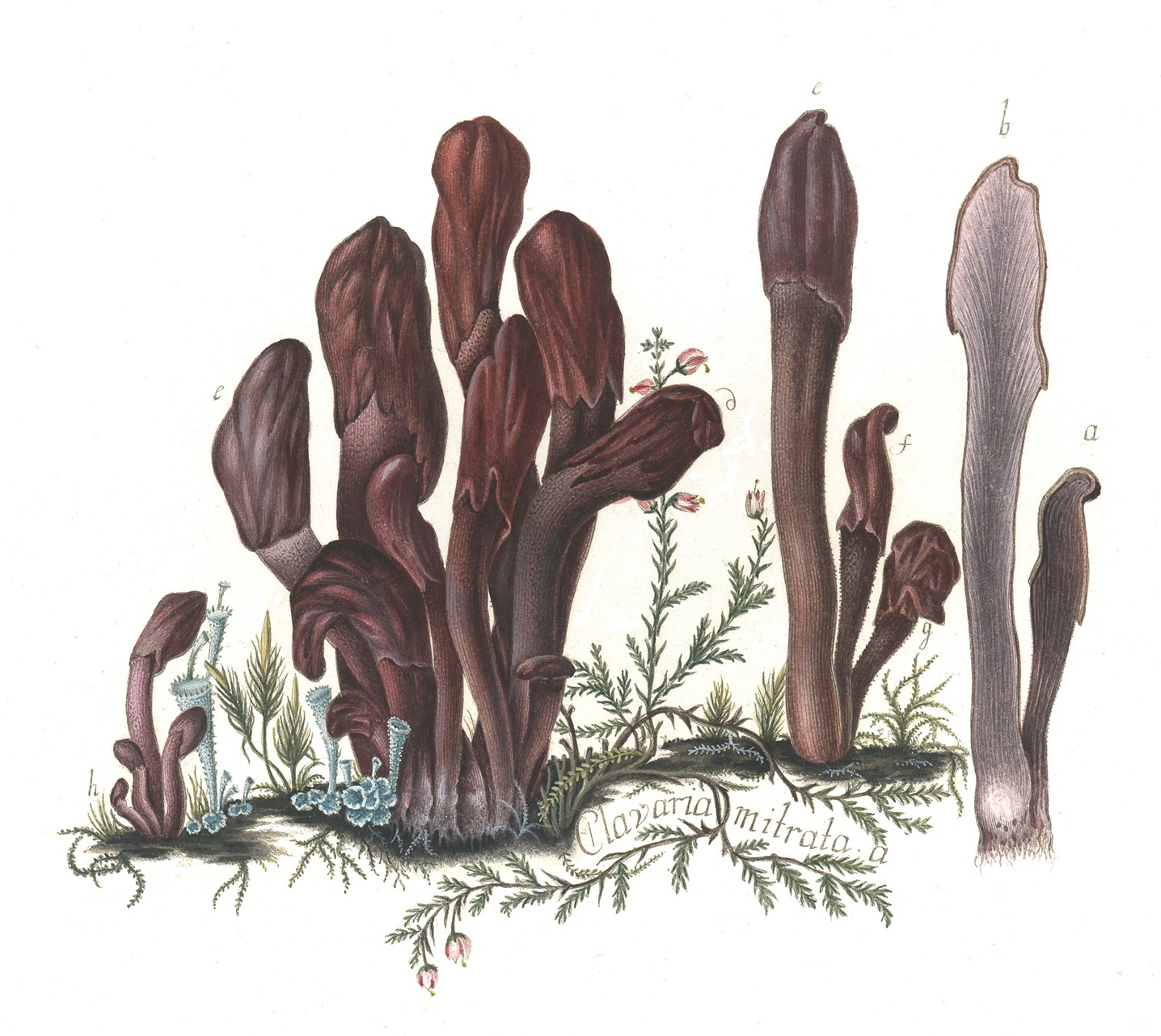
Ілюстрація  Clavaria Mitrata

## Визнання
На честь науковця названий вид рослин Holmskioldia.